# Georg Staudacher
Georg Staudacher (* 20. Jänner 1965 in Wien; † 30. Juni 2007 ebenda) war ein österreichischer Theaterregisseur, Drehbuchautor und Schauspieler.

## Leben
Georg Staudacher besuchte die Schauspielschule am Volkstheater in Wien. Erste Engagements führten ihn nach Graz, St. Gallen, Salzburg und Linz, anschließend kehrte er in seine Heimatstadt zurück, wo er auch in freien Produktionen zu sehen war. Bekanntheit erlangte er unter anderem durch Thomas Baums Jörg-Haider-Farce „H.J.“ (1993 im Linzer Theater Phönix uraufgeführt), in der er einen populistischen Politiker verkörperte. Auch am Burgtheater und am Volkstheater Wien arbeitete er, daneben nahm er Film- und Fernsehrollen an.
Mitte der 1990er Jahre wechselte er ins Regiefach. 2001 wurde er für seine Inszenierung von Wolfgang Bauers „Cafe Tamagotchi“ mit dem Nestroy-Theaterpreis in der Kategorie „Bester männlicher Nachwuchs“ ausgezeichnet.
Am Wiener Rabenhof inszenierte er „Austrian Psycho“ von Franzobel sowie dessen Kinderoper „Die Nase“. Im Kurtheater Bad Hall brachte er die Musicals „Jesus Christ Superstar“ und „Cabaret“ auf die Bühne. Im Kinder- und Jugendtheaterbereich führte Georg Staudacher außerdem gleich zweimal Regie in Linz. Am Theater des Kindes inszenierte er „Schnickschnack“ von Claus Senderowitz, am Landestheater das Stück „Nur für drei Tage“.
Der erfolgreiche Regisseur litt stark unter seiner Alkoholsucht. Für Jörg Böckems Buch Danach war alles anders (DVA, 2006) erzählte er seine Geschichte. Wie Böckem hatte Staudacher immer versucht, seine Sucht zu verbergen.
Staudacher stürzte sich am 30. Juni 2007 aus einem Fenster seiner im vierten Stockwerk gelegenen Wohnung und erlag den dadurch erlittenen Verletzungen. Es herrscht immer noch Unklarheit darüber, wieso er den Freitod wählte, da es keinen Abschiedsbrief gibt, allerdings werden familiäre Differenzen und sein Alkoholproblem angenommen. Bestattet wurde er am Friedhof in der Hinterbrühl.